# Akí y bacalao
El akí y bacalao (en inglés Ackee and Saltfish) es un plato tradicional jamaicano, conocido internacionalmente como el plato nacional del país. Se ha extendido a otros países gracias a la emigración.

## Detalles
Desde el siglo XVIII los habitantes de la Isla de Terranova llevaban bacalao en salazón para cambiarlo a los jamaicanos por ron. El pescado se hizo tan popular que es uno de los ingredientes principales del akí y bacalao.
Para preparar el plato, el bacalao se saltea con akí cocido, cebolla, boina escocesa, tomate y especia, como pimienta negra y pimiento. Puede guarnecerse con panceta crujiente y tomate fresco, y suele servirse para desayunar junto con frutipán, pan de masa dura, dumplings o plátano verde cocido.
En el Reino Unido, Canadá y los Estados Unidos el akí y bacalao se come ampliamente, aunque es más frecuente emplear akí enlatado que fresco. Cuando se cocina, el akí tiene la textura del huevo revuelto.